# Christiaan Eijkman
Christiaan Eijkman (Nijkerk, Països Baixos 1858 - Utrecht 1930) fou un metge, patòleg i professor universitari neerlandès guardonat amb el Premi Nobel de Medicina o Fisiologia l'any 1929.

## Biografia
Va néixer l'11 d'agost de 1858 a la ciutat neerlandesa de Nykerk, situada a la província de Gelderland. El 1875 va començar els seus estudis de medicina a l'Escola Mèdica Militar de la Universitat d'Amsterdam, obtenint la llicenciatura i convertint-se en oficial mèdic militar. Entre 1879 i el 1881 va ser professor ajudant de fisiologia en aquesta universitat. El 1883 es va traslladar a Sumatra i, dos anys més tard, a l'illa de Java, on va ser contagiat de paludisme, el que va fer que retornés al seu país. Establert a la ciutat d'Utrecht, entre 1898 i 1928 fou professor a la Universitat d'Utrecht, on morí el 5 de novembre de 1930.

## Recerca científica
Durant la seva estada en l'illa de Java entre 1886 i 1897, va descobrir que les gallines alimentades amb arròs sense closca desenvolupaven polineuritis, malaltia similar al beri-beri, mentre que les que menjaven l'arròs amb closca romanien sanes, arribant a la conclusió que la malaltia podia deure's a la falta de certes substàncies no conegudes, que més tard serien anomenades vitamines. Aquest treball de recerca, el primer dels realitzats sobre les malalties per dèficits en la dieta, el va dur més tard al descobriment de la vitamina B1 o tiamina. Posteriorment treballà aspectes relacionats amb la bacteriologia al costat de Robert Koch a la Universitat de Berlín.
L'any 1929 fou guardonat amb el Premi Nobel de Medicina o Fisiologia pel seu descobriment de les vitamines antineurètiques. Compartí el premi amb el bioquímic anglès Frederick Gowland Hopkins pel descobriment de les vitamines estimuladores del creixement.